# Die gefürchteten Vier
Die gefürchteten Vier (Originaltitel: The Professionals) ist ein US-amerikanischer Western, dessen Handlung im Mexiko des Jahres 1917 spielt. Ein reicher Mann kauft sich die Dienste von vier hochspezialisierten Söldnern, die seine Ehefrau aus den Händen ihrer vermeintlichen Entführer befreien sollen. Regisseur Richard Brooks schrieb das Drehbuch nach dem Westernroman A Mule for the Marquesa von Frank O’Rourke. Die Erzählung wurde nach dem kommerziellen Erfolg des Films unter dessen Titel als The Professionals vermarktet. Die deutsche Ausgabe erschien unter dem Titel Die Wölfe von Mexiko.

## Handlung

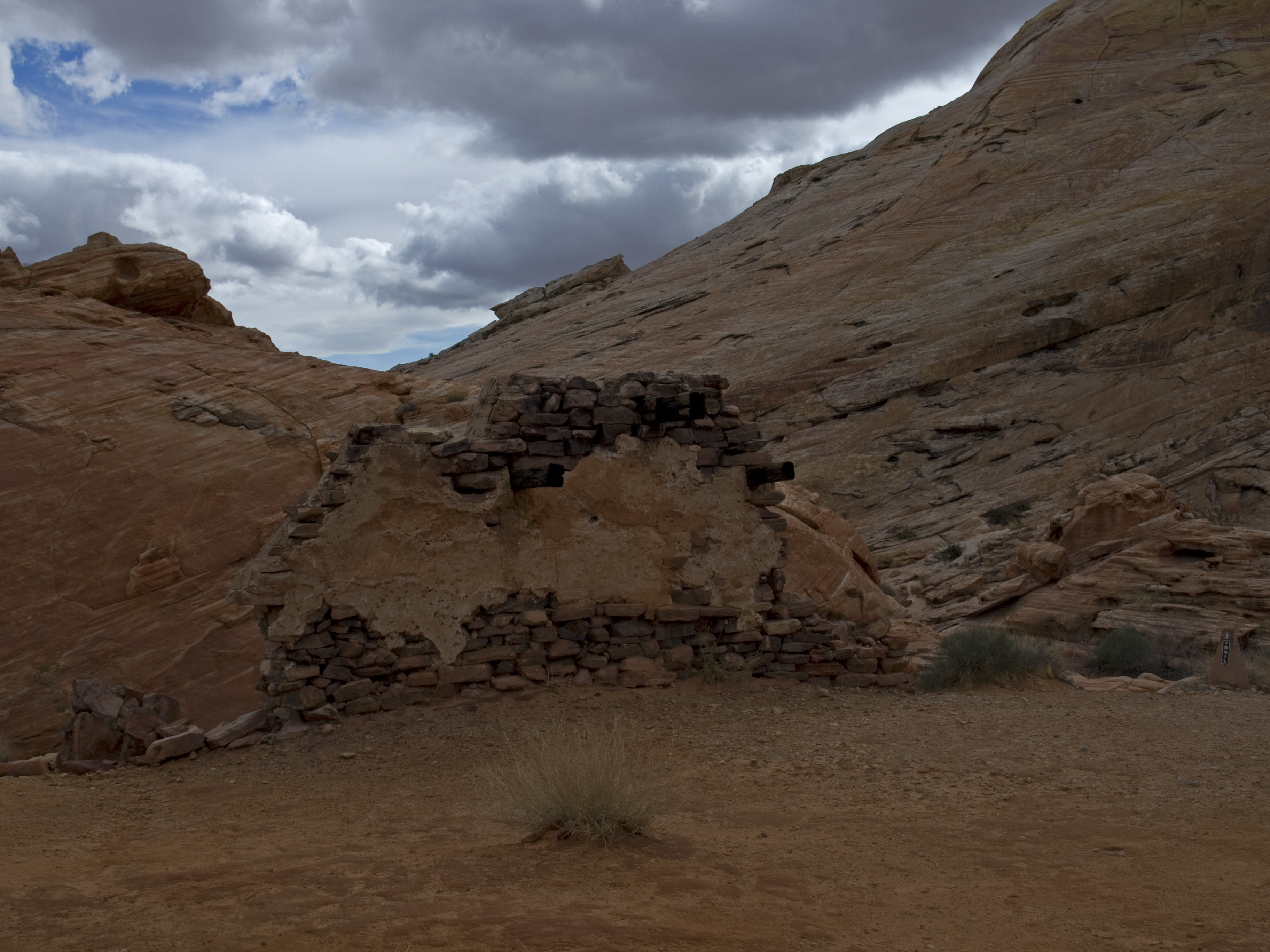
Überreste des Filmsets einer mexikanischen Hazienda im Valley of Fire State Park

Der Millionär J.W. Grant heuert vier arbeitslose Glücksritter an. Diese sollen „im Namen der Menschlichkeit“ seine von angeblichen mexikanischen Banditen entführte junge Ehefrau Maria befreien und zurückbringen. Die vier Glücksritter sind Bill Dolworth, ein Sprengstoff-Experte, der glaubt, alle Probleme der Welt mit Dynamit lösen zu können. Henry, genannt Rico Fardan ist ein Scharfschütze und Söldner, der an verschiedenen Auslandseinsätzen teilgenommen hat. Hans Ehrengard ist als ehemaliger Kavalleriesoldat Pferde-Experte. Vierter im Bunde ist schließlich Jake Sharp, dessen Renommee im perfekten Umgang mit Pfeil und Bogen, wie auch der Fähigkeit zum Fährtenlesen begründet ist. Grant ködert die arbeitslosen „Profis“ mit 1000 Dollar pro Mann sofort und der Aussicht auf weitere 9000 Dollar pro Mann nach Befreiung der Maria Grant.
Beim Lager der vermeintlichen Banditen angekommen, müssen vor allem Dolworth und Fardan feststellen, dass diese ihnen wohlvertraut sind. Die Banditen sind in Wahrheit Revolutionäre, mit denen sie einst selbst für Pancho Villa gekämpft haben. Das vermeintliche Entführungsopfer Maria klärt ihre „Befreier“ über die wahren Umstände auf. Sie sei freiwillig zu ihrem Geliebten Raza gegangen, dem Anführer der „Banditen“. Sie sei einst als Kind zur Ehe mit dem reichen Amerikaner Grant gezwungen worden. Dessen Reichtum sei durch räuberische Ausbeutung des mexikanischen Volkes zustande gekommen. Die Amerikaner wollen dennoch den mit Grant geschlossenen Vertrag erfüllen. Sie werden nun zu Entführern von Maria, die sie vertragsgemäß bei ihrem Ehemann abliefern, um sie anschließend wieder zu befreien und mit ihr nach Mexiko zurückzukehren.

## Hintergrund
The Professionals war einer der ersten Hollywood-Filme, vermutlich der erste Western, der kritisch zum amerikanischen Engagement in Vietnam Stellung nahm. Die Parallelen zwischen den mexikanischen und vietnamesischen „Banditen“ waren für Zeitgenossen der 1960er Jahre unübersehbar. Die Botschaft, dass solche Hilfsaktionen im Namen der Menschlichkeit zu verbrecherischen Unternehmen werden können, wurde als unverblümte Aufforderung zum Rückzug aus Vietnam verstanden.

## Sonstiges
Während Aufnahmearbeiten mit Pferd- und Sprengstoffeinsatz wurde Claudia Cardinales Stunt-Double schwer verletzt. Um die letzten Aufnahmen fertigzustellen, fand Cardinale sich bereit, den Stunt selbst durchzuführen, obwohl sie noch nie zuvor ein Pferd geritten hatte. Sie überstand die Aufnahme unverletzt.

## Kritiken
- „The Professionals ist das Meisterwerk von Richard Brooks. Betrachtet im Kontext der Weltproduktion … ist der Film der Meister aller Klassen. Er ist der Cassius Clay des Films von 1966 – der kräftigste und der wendigste, der effektvollste und der harmonischste, hochbegabt im Punch und in der Technik, überhaupt nicht begabt im Konformismus, von großer Eloquenz und Poesie …“ (Roger Tailleur, hier zitiert nach Hembus, S. 229)

- Phil Hardy sah den Film „komplexer, als es die Abenteuergeschichte vermuten lässt“. Der Film habe „eine straffe Geschichte von sich widersprechenden Moralcodes und Loyalitäten“ und nehme das Thema des zu Ende gehenden Westens, wie es später etwa in The Wild Bunch – Sie kannten kein Gesetz und Pat Garrett jagt Billy the Kid genrebestimmend wurde, vorweg.[1]

- „Der Film versucht sich an einer Relativierung der Fronten von Gut und Böse, fällt dann aber wieder in Klischees zurück.“ (Ulrich Gregor, Geschichte des Films ab 1960. Bertelsmann, München 1978, ISBN 3-570-00816-9, S. 463)

- „Ein in seiner Moral zwielichtiger Western, der allerdings auf gehobenem Unterhaltungsniveau inszeniert wurde.“ (Lexikon des Internationalen Films[2])

- „Brillant gemachter Western […]. Die Namen der Darsteller – Lancaster, Marvin, Ryan, Palance, Cardinale – und das Können des Regisseurs Richard Brooks garantieren den Freunden des Abenteuers fast zwei Stunden spannende Unterhaltung.“ (Evangelischer Filmbeobachter[3])

## Preise und Auszeichnungen
Der Film erhielt zahlreiche Nominierungen und wurde mit mehreren Preisen ausgezeichnet. 1967 war er für drei Oscars nominiert, unter anderem für die beste Regie. Im selben Jahr wurden Film und Hauptdarsteller Lee Marvin mit einem Laurel Award geehrt, der Film bekam in Deutschland eine Goldene Leinwand.